# 登米市立米山東小学校
登米市立米山東小学校（とめしりつ よねやまひがししょうがっこう）は、宮城県登米市米山町字桜岡にある公立小学校。

## 沿革
- 2009年（平成21年）4月 - 旧・善王寺小学校[2]と旧・桜岡小学校[3]を統合し、開校。
- 2011年（平成23年）3月 - 東日本大震災により校庭・体育館裏面等亀裂多数。
- 2011年（平成23年）5月6日 - 東日本大震災により南三陸町立戸倉小・中学校が旧・善王寺小学校を仮校舎として使用開始。
- 2012年（平成24年）3月31日 - 南三陸町立戸倉小・中学校が旧・善王寺小学校を仮校舎としての使用を終える。

## 学区
狐崎区、畑崎区、新田区、中埣区、鈴根区、江浪区、大又区、相ノ山区、今泉区、貝待井区、永沢区、森腰区、中新田区、朝来区、山吉田区、町吉田区

## 進学先中学校
公立中学校へ進学する場合
- 登米市立米山中学校